# Langstock

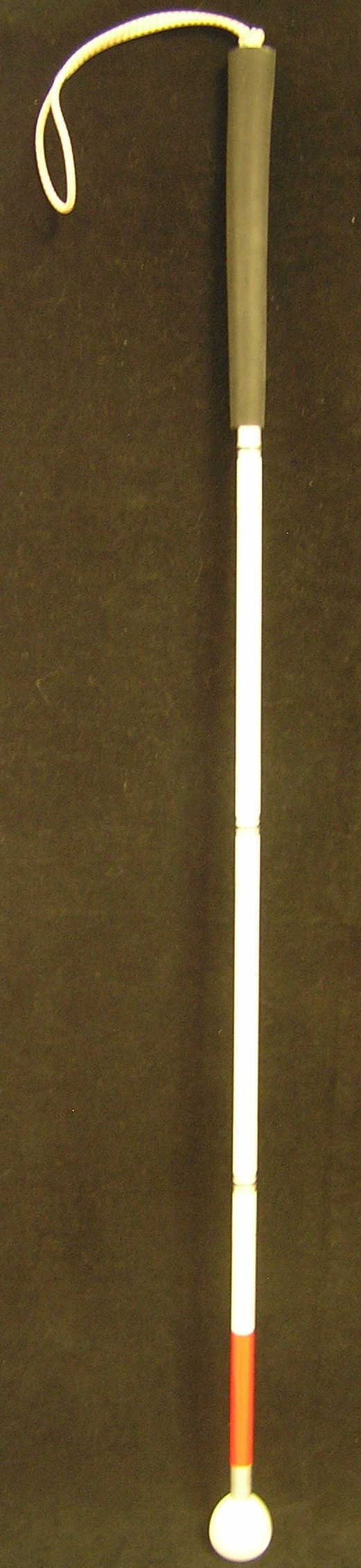
Mehrteiliger Langstock bzw. Klappstock

Der Weiße Langstock ist ein Blindenstock, der blinden und sehbehinderten Menschen ermöglicht oder hilft, selbständig, sicher und effektiv mobil zu sein. Außerdem kann er Informationen liefern, die der leichteren Orientierung dienen. Die Handhabung des Stockes wird in der Regel im Laufe eines Orientierungs- und Mobilitätstrainings erlernt. Als Erfinderin des Weißen Langstockes gilt Guilly d’Herbemont. Nach der Weiterentwicklung des Langstocks durch Richard Edwin Hoover (1915–1986) wurde er Hoover-Cane (englisch: cane = Rohr, Stock) genannt.

## Geschichte

### Erfindung
Historiker streiten sich über den Erfinder:
- Offiziell gilt Guilly d’Herbemont als Erfinderin des weißen Stocks. In ihrer Zeit hielt die Motorisierung des Straßenverkehrs in Paris Einzug und damit auch die zunehmende Gefährdung von blinden und sehschwachen Menschen bei der Straßenüberquerung. Inspiriert durch die weißen Signalstöcke der Pariser Polizei, die diese zur Regelung des Verkehrs nutzten, schlug sie 1931 mehreren französischen Ministern den Einsatz eines weißen Stocks vor. Im selben Jahr finanzierte sie 5.000 weiße Stöcke aus eigener Tasche.[2]
- Ziemlich zeitgleich entdeckte man den weißen Stock auch in Amerika. Die vormals schwarzen Stöcke wurden aufgrund der besseren Erkennbarkeit weiß gestrichen. 1931 initiierte der Lions Club ein Programm zur Förderung des weißen Stocks.
- Zehn Jahre zuvor hatte der englische Fotograf James Biggs nach einem Unfall sein Augenlicht verloren. Da er sich im steigenden Verkehrsaufkommen bedroht fühlte, strich er seinen Spazierstock weiß.

### Weiterentwicklung
Der damalige amerikanische Unteroffizier und spätere Augenarzt Richard Edwin Hoover arbeitete 1944 am Valley Forge General Hospital und betreute erblindete Soldaten. Gemeinsam mit diesen Menschen erforschte er verschiedene Fortbewegungstechniken mithilfe des weißen Stocks. Dabei kam er zu der Erkenntnis, dass der bisherige Stock für diese Zwecke zu kurz war. Außerdem entwickelte er ein Langstocktraining sowie die Hoover-Langstock-Technik, die heute als Tipp-Technik bekannt ist und weltweit gelehrt wird.
US-Präsident Johnson übergab am 15. Oktober 1964 in einem symbolischen Akt Langstöcke an blinde und sehschwache Menschen. Die Stöcke sollten damit publik gemacht werden. Ein Jahr später wurde von dem Japaner Seiichi Miyake ein Blindenleitsystem entwickelt.
Am 15. Oktober 1969 riefen die Vereinten Nationen den seither an diesem Tag begangenen „Internationalen Tag des weißen Stockes“ aus.

## Rechtslage

### Österreich
Verkehrsteilnehmer, die mit einem weißen Stock unterwegs sind, sind nach der österreichischen Straßenverkehrsordnung vom Vertrauensgrundsatz ausgeschlossen. In vielen weiteren Ländern ist dies auch der Fall.

### Deutschland
Der Weiße Langstock ist in Deutschland ein Verkehrsschutzzeichen nach § 2 Absatz 2 FeV sowie allgemein ein optisches Erkennungsmerkmal, das Sehenden signalisiert, Rücksicht zu nehmen.

## Varianten

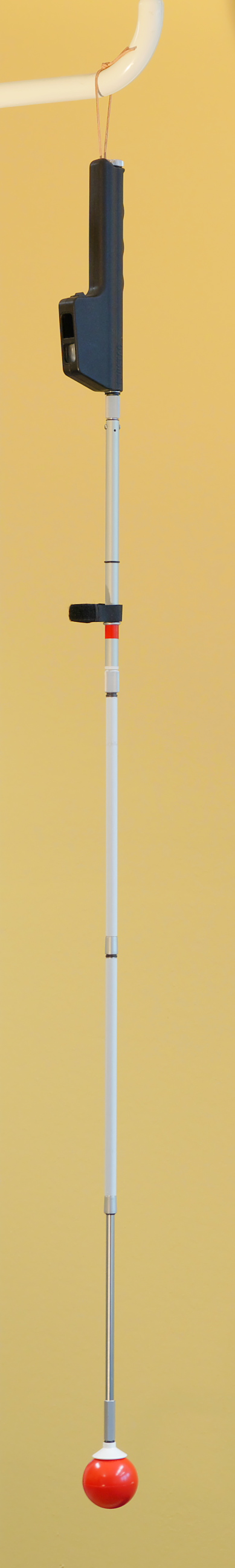
Faltbarer Blinden-Langstock mit fünf Rohrsegmenten, rollender Kugelspitze und Infrarot-Laser-Scanner als Handgriff.

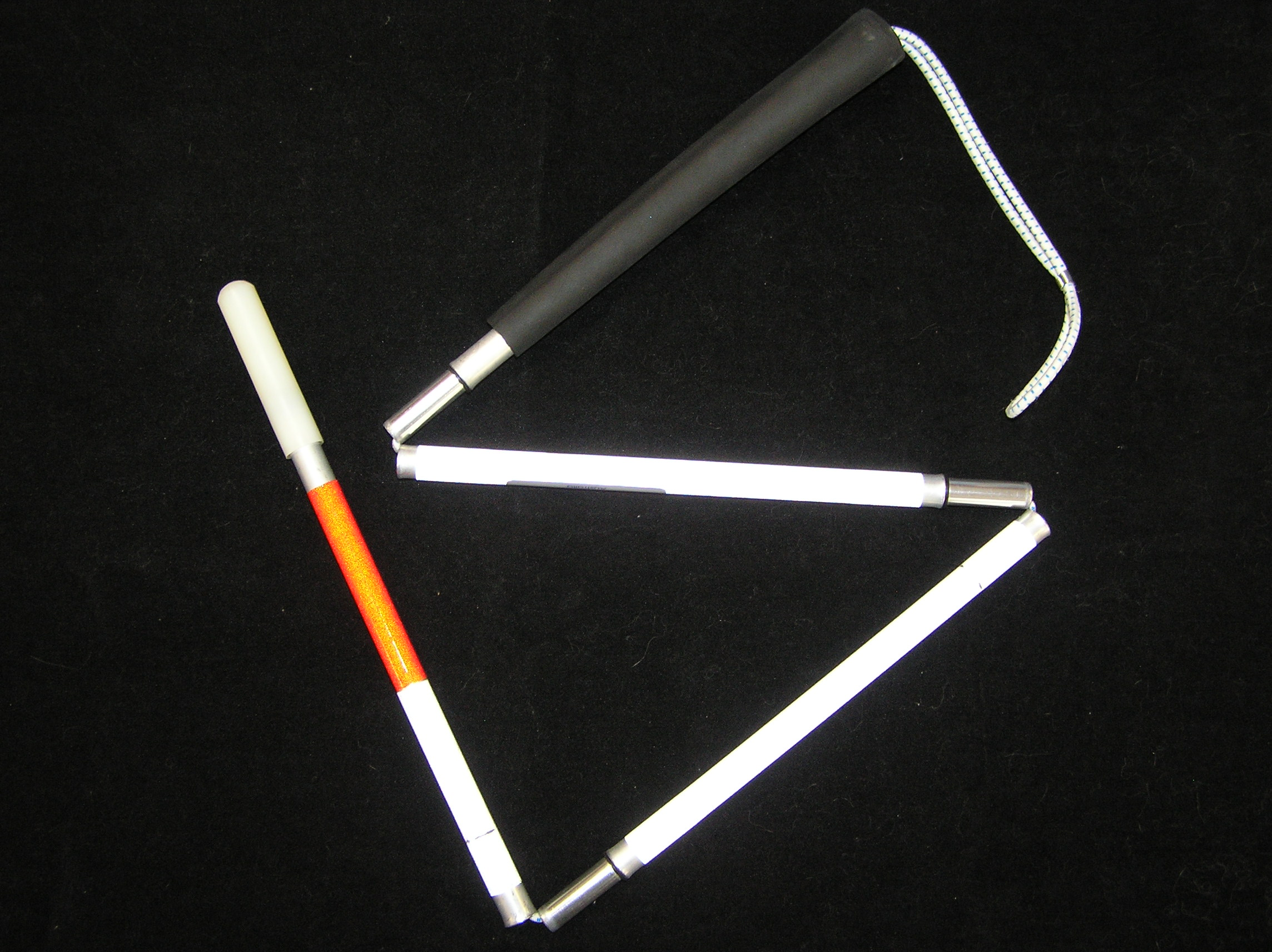
Vierteiliger Faltstock mit einer Hart-PVC-Spitze

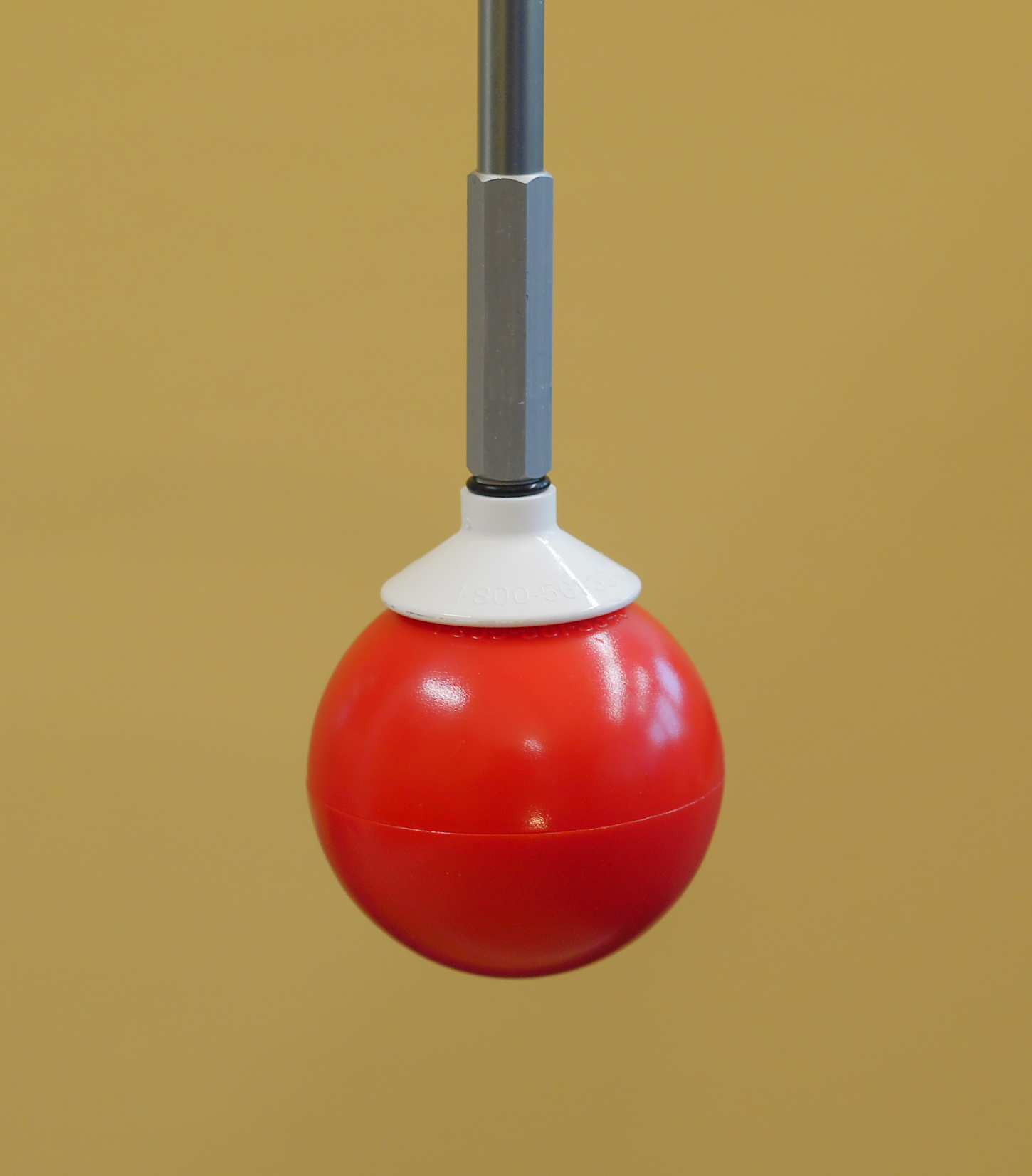
Rollende Kugelspitze an einem Blinden-Langstock

Der Langstock ist größtenteils weiß oder mit Reflektorfolie beklebt, damit er im Dunkeln von anderen Verkehrsteilnehmern besser wahrgenommen werden kann. Die Stöcke werden in ihrer Länge individuell an den Benutzer angepasst, abhängig von der Körpergröße und der Schrittlänge. Meistens entspricht die Stocklänge ungefähr der Höhe des Brustbeins des Benutzers. Neuerdings empfehlen blinde Mobilitätstrainer aber Stöcke, die bis zum Kinn reichen, speziell bei Kindern und Jugendlichen. Es gibt verschiedene Varianten der Griffe und der Griffmaterialien. Außerdem kann man zwischen verschiedenen Stockspitzen wählen, die aus widerstandsfähigem Material bestehen sollten. So gibt es zum Beispiel Keramikspitzen, Hart-PVC-Spitzen, rollende Kugelspitzen mit einem Drehlager, Marshmallow-Spitzen, Spitzen mit eingearbeiteten Stahlkugeln oder Glasmurmeln und vieles mehr. Die Spitzen unterliegen dem Verschleiß und sind austauschbar. Die Wahl der Spitze richtet sich nach persönlichen Vorlieben und nach der Beschaffenheit der Laufwege.
Auch in der Bauweise gibt es Unterschiede. Es gibt einteilige Stöcke, die aus Aluminiumrohr oder aus kohlenstofffaserverstärktem Kunststoff bestehen. Der einteilige Stock ist die einfachste und leichteste Variante, die zudem das beste Tastgefühl vermittelt. Dann gibt es mehrteilige Teleskop- und Faltstöcke (meist aus Aluminiumlegierungen oder anderen Leichtmetallen), die sich zusammenschieben oder einklappen lassen. Es gibt auch Stöcke, die man zusammenfalten kann und deren Griff ausziehbar ist. Teleskop- und Faltstöcke werden anstelle des sperrigen einteiligen Stocks bevorzugt eingesetzt, wenn Fahrzeuge oder der öffentliche Personenverkehr benutzt werden. Mehrteilige Stöcke „leiten“ nicht so gut wie einteilige Stöcke. In Entwicklungsländern wird als leicht verfügbare und billige Alternative auch auf Holz- oder Bambusstöcke zurückgegriffen, die aber in ihrer Funktion den steiferen Metallstöcken unterlegen sind.

### Kinderlangstock
Oft werden für Kinder bis zu sechs Jahren einteilige, besonders leichte Stöcke in voller Körpergröße mit langen dünnen Griffen empfohlen, ab etwa sieben Jahren dann Stöcke, die ungefähr bis zur Nase reichen. Nach der Pubertät bzw. für Erwachsene werden üblicherweise Stöcke eingesetzt, die bis zum Kinn oder Brustbein reichen. Ein Ziel kann sein, Kindern, die blind oder sehbehindert sind, schon früh an den Stock als Tastwerkzeug zu gewöhnen, auch schon vor dem Laufenlernen, um den Langstock später selbstverständlicher einsetzen zu können. In Europa sind mehrere Kinderlangstöcke auf dem Markt, wobei insbesondere ein Produkt propagiert wird. Kinderlangstöcke sollten wegen der taktilen Übertragungsleistung einteilig und für die Gelenkschonung besonders leicht (z. B. 90 g bei 90 cm) sein und, wegen der kleinen Hände, einen sehr leichten und dünnen Griff haben. Des Weiteren sollten dieselben eine auswechselbare Spitze und, wegen der Verletzungsgefahr, keine Handschlaufe haben, zudem sollten sie splittersicher und robust sein. Kinderlangstöcke werden häufig selber gebaut, eine Vorgangsweise, die ein weiteres individuelles Anpassen ermöglicht.

### Laser-Langstock
Der Laser-Langstock ist eine Variante mit einem im Griff eingebauten Entfernungsmesser. Dieser arbeitet mit einem Infrarot-Laser-Fächer, der den Brust- und Kopfbereich des Nutzers überwacht und Hindernisse durch das Vibrieren des Handgriffs anzeigt.

## Beschaffung und Training
Die Kosten für zwei Langstöcke als Erstausstattung und für ein Orientierungs- und Mobilitätstraining (kurz O&M), bei dem man die richtige Benutzung dieses Hilfsmittels erlernt, trägt in Deutschland in der Regel die Krankenkasse nach vorheriger Genehmigung.

## Arbeitsweise

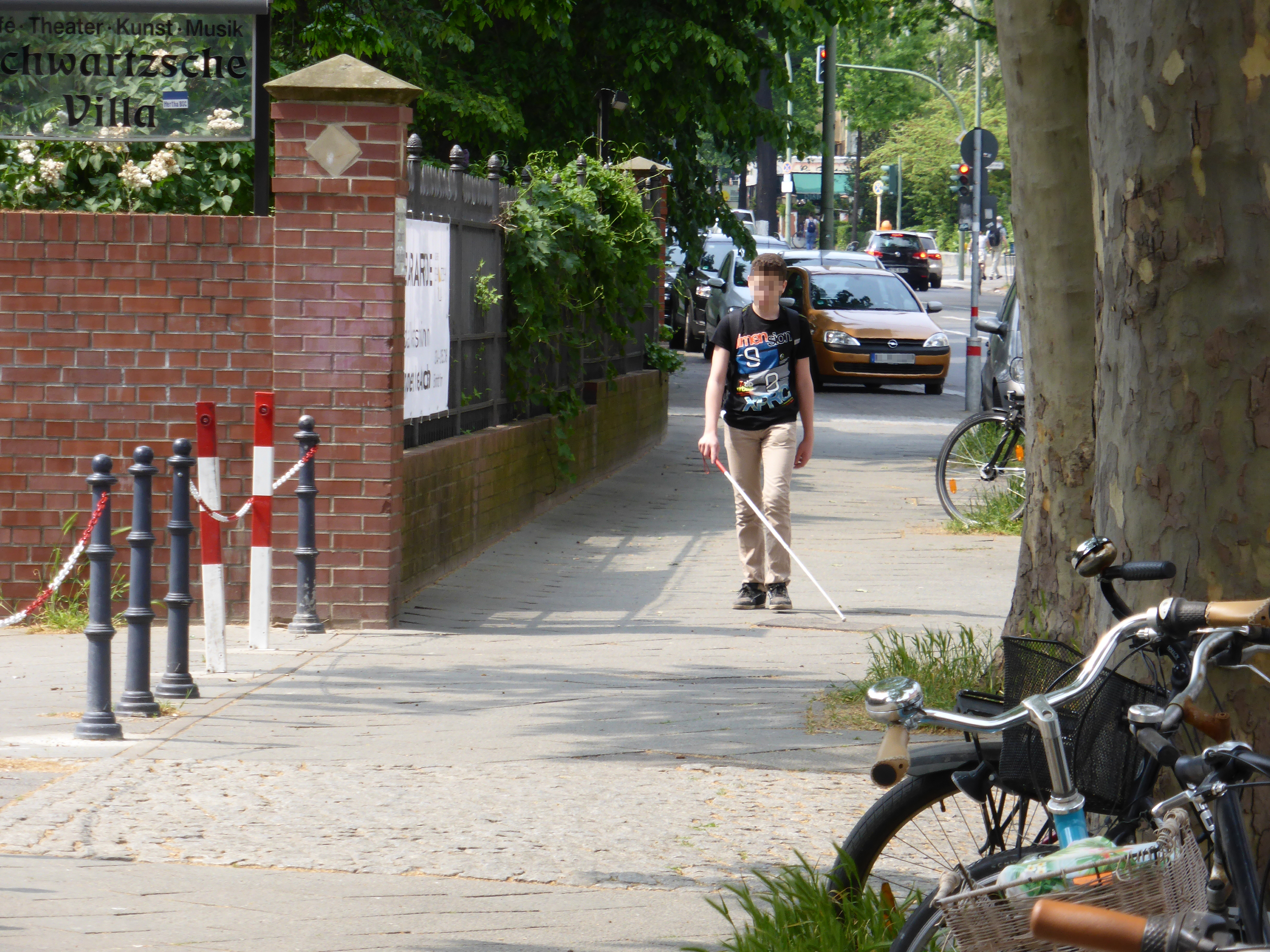
Langstockgeher beim O&M-Training, Blindenschule Berlin

Bei richtiger Handhabung des Langstockes können beim Gehen Niveaudifferenzen mit der Stockspitze rechtzeitig erkannt werden. Dadurch wird der „Langstockgeher“ vor (Ab-)Stürzen und Kollision mit Hindernissen geschützt. In Gebäuden sind das vor allem einzelne Stufen oder Treppenstufen, im Freien Bordsteinkanten, gemauerte Sockel von Zäunen oder Häusern und überdies auf Bürgersteigen vorhandene „Hindernisse“ wie A-Ständer, Absperrungen, Ampelmasten, Baustellengerüste, Bäume, Bistrotische, Briefkästen, Hydranten, Laternenmasten, Litfaßsäulen, Masten für Verkehrsschilder, Parkscheinautomaten, Poller, Pumpen, Ruhebänke, Schaltkästen und Telefonzellen.
Außerdem können Aufmerksamkeitsfelder und Blindenleitsysteme erkannt und zur Orientierung herangezogen werden. Der Benutzer kann sich auch ein dreidimensionales Bild der umgebenden Welt machen, indem er Objekte mit dem Stock abtastet. Auf diese Weise lassen sich beispielsweise die Weite und Höhe eines Durchgangs schätzen und ein Eindruck über die Höhe von Steigungen und Gefällen gewinnen. Ein Kunststoffmantel an der Spitze soll Beschädigungen des Stocks und der berührten Objekte minimieren und jeden harten Aufprall mildern. Es werden mehrere Benutzertechniken unterrichtet; am geläufigsten sind die drei Varianten der Pendeltechnik, bei denen der Gehweg im Schrittrhythmus fächerartig auf Hindernisse und Schlaglöcher gescannt wird. Jede Pendelbewegung korreliert mit einem Schritt, wobei jeder Schritt an eine Stelle kommt, die zuvor von der Stockspitze berührt wurde. Die Weite des Pendelausschlags sollte etwas über Schulterbreite sein.
- Pendeltechniken:
  - Tipptechnik: Der Stock wird im Schrittrhythmus hin- und her bewegt, wobei die Stockspitze nur auf dem Boden auftippt. Diese Methode erlaubt schnelle und große Schritte, jedoch können kleinere Objekte oder Hindernisse und Löcher womöglich nicht erkannt werden. Am besten eingesetzt ist diese Technik, wenn der Bodenbelag gleichmäßige Qualität hat und keine wichtigen Informationen liefern kann.
  - Schleiftechnik: Sie wird wie die Tipptechnik gehandhabt, dabei bleibt die Stockspitze auf dem Boden und schleift hin und her. Diese Technik erlaubt, auch feine Übergänge wie Bodenfugen oder Übergänge zwischen zwei Asphaltflächen zu finden. Die Methode kann mit kleinen Schrittlängen auch als Suchtechnik eingesetzt werden, um kleine Gegenstände am Boden zu finden.
  - Kombinierte Technik: Dabei wird die Stockspitze locker geschleudert und schleift links und rechts kurz auf dem Boden, in der Mitte pendelt sie im Bogen ohne Berührung des Bodens hin- und her. Sie ist eine Kombination von Tipp- und Schleiftechnik und wird nur von geübten Langstockgehern praktiziert.
- Die sogenannte Diagonaltechnik ist mehr oder weniger eine Suchtechnik, bei der der Benutzer den Stock diagonal vor sich her trägt und die Stockspitze z. B. solange an einer Wand entlangschleifen lässt, bis ein Treppenabsatz oder ein Türeingang spürbar wird. Auf diese Weise können Türen und Durchgänge gefunden werden. Diese Technik wird auch kombiniert mit der Trailingtechnik, bei der der Benutzer mit der Hand an der Wand entlang gleitet und mit einer bestimmten Fingerhaltung die Fingerkuppen vor Überbeanspruchung und Verletzungen schützt.
- Daneben werden noch Techniken für die Benutzung von Stiegen, Treppenhäusern, Rolltreppen und Personenaufzügen gelehrt, dann zum Passieren von Türen, Auffinden von Türklinken und so weiter.